# Worms
Worms (с англ. — «Червяки») — серия видеоигр, разработанная и выпущенная британской компанией Team17. Первая часть линейки вышла в 1995 году. Это пошаговая игра, сочетающая в себе элементы нескольких жанров. Она значительно отличается от наиболее характерных представителей жанра пошаговых стратегий, но её можно условно отнести к этому жанру, потому что в ней присутствует стратегическая составляющая, и ходы совершаются по очереди.
Хотя серия Worms является самым известным представителем данной ветви пошаговых игр, впервые использующийся в ней принцип появился в 1990 году в игре Tank Wars. Хотя та игра была очень бедна анимацией, и боевые единицы были неподвижными, но игровой процесс был тот же, что и в получивших позднее большую популярность играх серии Worms. В мае 2016 года было продано более 70 миллионов экземпляров игр серии.
Игра Worms была разработана программистами компании Team17 для ПК Amiga 500, на бейсикоподобном языке AMOS. Для Amiga существует собственная серия игр Worms, в 1999 году Team17 стали развивать серии этой игры на других платформах (начиная с Worms Armageddon). Последняя игра Worms в серии для Amiga называлась Worms: The Director’s Cut.
Существует множество сайтов, посвящённых Worms. Проводятся различные турниры, профессиональные лиги.

## Геймплей

Скриншот игры Worms World Party

На игровом поле располагаются мультяшные персонажи — вооружённые разнообразным и смертоносным арсеналом (от простого тычка до метеоритного дождя) розовые червяки.
Каждый червь — это боевая единица, имеющая принадлежность к одной из нескольких команд (различаются по цвету индикаторов имени и здоровья, флагу команды, а также по озвучиванию), управляемых различными игроками (будь то живые игроки, либо ИИ), причём в сетевой игре могут принимать участие только живые игроки.
Во время игры на поле периодически появляются бонусы — ящики с оружием, инструменты и аптечки.
В режиме обычного боя:
За один ход (на который отводится разное время, в зависимости от текущего набора правил), червь должен нанести как можно больший урон червям соперников (и, по возможности, не задеть при этом своих), либо же выполнить некоторое условие, которое также зависит от текущего набора правил.
Игра продолжается до тех пор, пока:
1. На поле имеются черви по крайней мере 2-х разных коалиций.
2. Таймер не дойдёт до нуля (если задан режим игры на время). В этом случае наступает «Внезапная смерть» — одно из следующих событий (при этом всегда отключается возможность выбора червя перед ходом):
  - раунд заканчивается;
  - здоровье всех червячков на поле приравнивается к 1, что делает их убиваемыми с одного (даже непрямого) попадания;
  - игровое поле начинает с каждым следующим ходом погружаться всё глубже под воду, что со временем приводит к смерти червей, не умеющих плавать;
  - прилетает «Ядерный удар», который, по сути, объединяет две предыдущие беды: все черви заболевают и начинают терять некоторое количество здоровья (от 1 до 5 единиц) за ход, а вода сразу сильно поднимается и продолжает подниматься с каждым ходом.

(При некотором наборе правил режим «Внезапная смерть» может иметь другие характеристики.)
В режиме задания (одиночная игра):
За ограниченное количество ходов/выстрелов/действий, игрок должен выполнить ряд поставленных сценарием условий (например, уничтожить червячков под управлением ИИ; собрать ящики с оружием/бонусами и так далее).
Наиболее эффектные смерти/разрушения/глупости иллюстрируются автоматическим повтором.

## Игры серии
Таблица с серий игр Worms. Разделена в зависимости от года выпуска и вида (2D или 3D).
| 2D-варианты | 2D-варианты | 2D-варианты | 2D-варианты | 2D-варианты                                                         | 3D-варианты                                                                                                 |
| Первое поколение | Второе поколение | Третье поколение | Четвёртое поколение                                                                                               | Пятое поколение                                                     | 3D-варианты                                                                                                 |
| --- | --- | --- | --- | ------------------------------------------------------------------- | --- |
| - Worms (1995) - Worms Reinforcements (1996) - Worms and Reinforcements United (1996) - Worms: The Director’s Cut (1997) | - Worms 2 (1997) - Worms Armageddon (1999) - Worms World Party (2001) - Worms Blast (2002) - Worms Armageddon Anniversary Edition (2024) | - Worms: Open Warfare (2006) - Worms HD (2007) - Worms: Open Warfare 2 (2007) - Worms: A Space Oddity (2008) - Worms 2: Armageddon (2009) - Worms Reloaded (2010) - Worms: Battle Islands (2010) - Worms Special Edition (2011) | - Worms Revolution (2012) - Worms 3 (2013) - Worms Clan Wars (2013) - Worms Battlegrounds (2014) - Worms 4 (2015) | - Worms W.M.D (2016) - Worms Rumble (геймплей в 2D-механике) (2020) | - Worms 3D (2003) - Worms Forts: Under Siege (2004) - Worms 4: Mayhem (2005) - Worms Ultimate Mayhem (2011) |

| 1995 | Worms                                |
| 1996 |                                      |
| 1997 | Worms: The Director’s Cut            |
| 1997 | Worms 2                              |
| 1998 |                                      |
| 1999 | Worms Armageddon                     |
| 2000 |                                      |
| 2001 | Worms World Party                    |
| 2002 |                                      |
| 2003 | Worms 3D                             |
| 2004 | Worms Forts: Under Siege             |
| 2005 | Worms 4: Mayhem                      |
| 2006 | Worms: Open Warfare                  |
| 2007 | Worms                                |
| 2007 | Worms: Open Warfare 2                |
| 2008 | Worms: A Space Oddity                |
| 2009 | Worms 2: Armageddon                  |
| 2010 | Worms Reloaded                       |
| 2010 | Worms: Battle Islands                |
| 2011 | Worms Ultimate Mayhem                |
| 2012 | Worms Revolution                     |
| 2013 | Worms 3                              |
| 2013 | Worms Clan Wars                      |
| 2014 | Worms Battlegrounds                  |
| 2015 | Worms 4                              |
| 2016 | Worms W.M.D                          |
| 2017 |                                      |
| 2018 |                                      |
| 2019 |                                      |
| 2020 | Worms Rumble                         |
| 2021 |                                      |
| 2022 |                                      |
| 2023 |                                      |
| 2024 | Worms Armageddon Anniversary Edition |

Team17 собиралась выпустить аркадную гоночную игру Worms Battle Rally, в которой присутствовали червяки и оружие из основной серии, но проект был отменён по решению стороннего издателя.

## Оружие и приспособления
Игра включает в себя широкий спектр оружия ближнего боя, в том числе, и снаряды, взрывающееся оружие, а также авиаудары. Некоторые из них основаны на существующем в реальном мире вооружении вроде дробовиков, базук и ручных гранат. Другие — на более причудливом и мультяшном, таком, как овцы, которые служат в качестве мобильного взрывчатого вещества, или скунса, который выпускает ядовитый газ.
В нормальном матче обе команды со старта получают одинаковый набор оружия, оговорённый правилами матча. Некоторые виды вооружения не могут быть доступны, пока не пройдёт определённое количество ходов. В зависимости от вариантов игры, дополнительное оружие может случайно упасть на местность с воздуха или появиться телепортацией.
В дополнение к обычному оружию, каждая команда (во время создания команды) выбирает специальное оружие, которое становится доступным для неё после определённого числа ходов. Специальные виды оружия являются более мощными, чем обычные, и часто содержат специальные способности. Кроме того, супер-оружие редко попадает в ящики оружия. Это оружие часто основано на мультяшных темах (например, французский удар овец) и, как правило, более разрушительное.

## Основные особенности
Игрокам даётся по отряду боевых единиц — червей, расположенных в непосредственной близости друг от друга; задачей каждого игрока является уничтожение отряда противника при помощи различного вооружения. При обмене выстрелами учитывается рельеф местности и скорость ветра.

### Игры с верёвкой
Большинство игр второго типа используют широкие возможности такого инструмента перемещения, как Верёвка Ниндзя (Ninja Rope). В этом типе игр используются специальные карты, чаще всего они базируются на замкнутом прямоугольном контуре c неразрушимым ландшафтом (атака Air Strike и подобного оружия не имеет смысла) с базовыми для своего подтипа элементами. Ниже приведён список наиболее популярных разновидностей игры с верёвкой.
- Shoppa — собирательное название для нескольких вариантов игр, где обязательно присутствует требование взять ящик с оружием (на английском языке, являющимся главным для сетевой игры в Worms, это звучит как Crate Before Attack (CBA) то есть «ящик перед атакой»). По всей видимости, название игры происходит от английского shopping, так как большая часть хода червя уходит на «покупку» оружия. Второе основное требование — атаковать только с верёвки (Attack From Rope (AFR)). Это усложняет атаку, так как хотя верёвка допускает стрельбу большей части оружия, прицел при этом отсутствует. Помимо этого, на точность выстрела влияет раскачка на верёвке. Если принять во внимание ещё и ветер, то стрельба базукой (на которую ветер оказывает сильное действие) с верёвки, становится весьма сложной и требует тренировки. Оружие, которым нельзя стрелять с верёвки (например топор, дробовик, бита и т. д.) разрешено использовать без верёвки. Использование оружия доступного с верёвки без неё считается нарушением правил.
- WXW — разновидность Shoppa с дополнительным правилом: коснуться стен перед атакой (Wall Before Attack (WBA)). Само название означает Wall X Wall где X — переменная величина, определяющая количество стен. Стеной является прямоугольник, имеющий подпись «Wall» или явно выделяющийся по цвету от основного ландшафта. Помимо стен, карта разделена прямыми линиями наподобие небольшого прямоугольного лабиринта, усложняющими достижение стены. Стены располагают таким образом, чтобы они были максимально удалены друг от друга. Этот тип shoppa требует самого мастерского владения верёвкой: в играх w5w — за 30 секунд нужно обойти всю карту, коснуться пяти стен, поднять ящик, добраться до атакуемого червя и ещё успеть произвести результативную атаку.
- Fly Shoppa — как следует из названия, в игре присутствует элемент полёта червя. Дополнительным правилом к обычной shoppa является Fly Before Attack (FBA). Используется специфическая карта, разделённая на две части перпендикуляром (выполненным в виде башни, тела человека и так далее), который необходимо перелететь. Для выполнения перелёта необходима тренировка, суть его выполнения заключена в следующем: нужно уцепиться верёвкой за край карты, как можно повыше (чем выше, тем проще выполнить fly), раскачаться таким образом, чтобы в момент удара о стену сократить верёвку по длине и отпустить верёвку нажатием пробела. От такого удара червяк полетит по кривой в противоположную раскачке сторону. Угол полёта зависит насколько резко была сокращена длина верёвки в момент удара о стену. Угол и силу полёта надо рассчитать таким образом, чтобы, перелетев центральный разделитель карты, иметь возможность вторичным выстрелом верёвки прицепиться к ландшафту. После удачного полёта и выполнения двух остальных главных правил разрешается атаковать противника. Так как перелёты могут быть значительны по высоте, на этом типе игры открыта верхняя часть карты.
- Pod Shoppa — похожа на обычную shoppa, но с характерной картой: участки ландшафта находятся друг от друга на некотором расстоянии, и перемещение от одного к другому (достигается сильной раскачкой или небольшим fly) связано с постоянным риском удариться и утонуть.
- Surf Shoppa — похожа на Fly с тем отличием, что вместо полета нужно выполнить surf: раскачаться на веревке примерно также как и для fly, стараясь сделать угол максимально острым и направить его касательно воды. При правильном выполнении червяк будет прыгать по воде как плоский камушек. Чем сильнее удар — тем дольше длится surf. Очень часто, fly и surf объединяют в одну игру, где перед атакой нужно выполнить как fly, так и surf (в этом случае, время хода увеличивают с 30 до 45 секунд).
- Rope Race — игра, не относящаяся к shoppa. В данной игре отсутствует атака противника, поэтому настройки игры определяют наличие только веревки и парашюта. Карта представляет собой запутанный лабиринт. Цель игры — используя перемещение на верёвке, быстрее всех, с минимальным количеством ходов, пройти лабиринт от начала до конца. Лабиринт спроектирован так, что есть множество участков с водой. Падение с верёвки на таком участке приводит к смерти червя. Расстановка червей происходит в ручном режиме: все играющие должны поставить своих червей на точку, обозначенную как начало лабиринта.
- Roper — самый сложный тип игр с верёвкой, также не относящийся к shoppa. Играют двое, у каждого по одному червяку. За пятнадцать секунд нужно добежать до аптечки, затем атаковать врага одним из стандартных вооружений, затем, получив дополнительное время, спрятаться. Игра требует умения быстро перемещаться и выталкивать врага из укрытий. Играют без воды, обычно на специальных картах.

Для разновидностей shoppa есть ещё одно правило, определяющее, как производить атаку. Как правило, автор хоста озвучивает перед началом тип атак: KTL (Kill The Leader) — «атака команды, лидирующей по сумме жизней червей» или ABL (All But Last) — «атака любой команды, кроме проигрывающей» (меньше всего жизней).
Помимо перечисленных игр с верёвкой, есть некоторые другие, получившие меньшую популярность. Также существует множество описанных модификаций, где меняются параметры настроек игры (оружие, время, сила повреждений и так далее).

### Другие виды
- WFW (Walk For Weapon) — игра происходит на специальной карте, состоящей из ландшафта и иконок с изображением того или иного оружия, доступного червю. Атаковать можно любого противника при одном условии: червь должен находиться на одной из иконок и стрелять можно только тем оружием, которое изображено на ней. На ход даётся 20 секунд. Верёвка отсутствует. Использовать другие средства быстрого перемещения можно при главном условии, то есть найти иконку с изображением этого средства и дойти до него. За 20 секунд игрок должен не только отыскать ближайшее к нему качественное оружие, но и успеть дойти. Обычно карта устроена так, что для достижения эффективного оружия требуется несколько ходов. В этом типе игры очень важно продумывать ходы наперёд и учитывать последовательность хода всех окружающих червей. Данный вид по духу очень напоминает шахматы.
- BnG (Bazooka and grenade) — как следует из названия, у червей есть только базуки и гранаты, а также несколько телепортов и балок. Черви не могут двигаться. Этот тип игры сделан для совершения точных выстрелов, поэтому запрещено атаковать базукой прямо (то есть она обязана описать дугу), а также нельзя, чтобы граната долго лежала на земле, она должна взорваться в полете или после отскоков. Также запрещено прятаться за балками и в случае более чем 2 игроков нужно атаковать только лидера.
- Hysteria — тип игры, в котором червю на ход даётся ровно одна секунда. За это время можно начать прицеливаться или пролететь некоторую дистанцию на джетпаке. Окончание игры похоже на BnG — никто почти не перемещается, и атакуют базуками или гранатами, а также коктейлем Молотова.
- Elite — тип игры похож на Normal, только здесь особый набор вооружения и всего 20 секунд на ход. Играют на максимально запутанной случайно сгенерированной карте.
- Team17 — тип игры, где черви начинают без атакующего оружия, только с различным оружием для перемещения по местности — от отбойного молотка до парашюта. Есть также и телепорт. Каждый ход на карте появляется ящик, а также каждый ход игрок сможет выбрать, каким из червей ходить. Первая стадия игры состоит из сбора вооружения и последующей атаки противника. Даётся всего одна верёвка. Вторая стадия игры начинается через десять минут — наступает внезапная смерть и начинает быстро прибывать вода. Игроки теряют возможность выбирать, каким червём ходить, но ящики продолжают появляться. Играется на запутанной пещерной карте.
- BnA (Bow and Arrow) — все черви стоят на маленьких кусочках земли, коих огромное количество. Из оружия лук, а также низкая гравитация и парашют. Очень много мин, которые взрываются мгновенно. Есть шанс, особенно вначале, сделать феерический выстрел.
- Holy war — все черви находятся на небольших балках и должны использовать святую гранату, чтобы уничтожить противников.
- Rosenko — играют три команды. В начале игры выбирается главный червь (rosenko). Игроку с червём rosenko выставляется один червь, а остальным игрокам — по два. Червя rosenko можно убивать только в том случае, если осталось две команды. Rosenko не имеет права атаковать, пока не осталось две команды
- Mole shopper — похожа по сути на Team17, но используются специальные карты. Черви расположены в маленьких пещерках, откуда выкапываются в основном при помощи крота или паяльной лампы, собирая при этом оружие. Телепортатор только один. Своя специфическая стратегическая линия присутствует.
- This is Sparta! — этот режим появился после выхода в прокат фильма «300 спартанцев». Единственное оружие, которое есть у игроков — это тычок. Карта, как правило, изобилует минными полями и обрывами.
- Другие режимы игры — могут быть очень разнообразными. Это может быть «симулятор» баскетбола, боулинга или даже настольные игры со своим «бросанием кубика» и оригинальными заданиями. Обычно все они играются на специфических картах и специфических схемах со специфическими правилами.

Для других типов перемещения, таких как ракетный ранец или банджи — есть соответствующие разновидности Rope Race: Jet Pack Race и Bungee Race.

## Worms на других платформах
Существуют версии этой игры для других платформ, таких как J2ME (Worms Forts: Under Siege, Worms: A Space Oddity и другие), Mophun (Worms World Party — основное отличие от оригинальной игры состоит в отсутствии миссий, обучения и игры через Интернет, в остальном она практически идентична), Symbian и UIQ (Worms World Party через эмулятор Mophun), Windows Mobile (Worms World Party — совершенно идентичная компьютерной), Sega Mega Drive и SNES (Worms), Game Boy Advance (Worms World Party, Worms Blast), Nokia N-Gage (Worms World Party), Nintendo DS и PlayStation Portable (Worms: Open Warfare и Worms: Open Warfare 2) и некоторых других. Эти версии в большей или меньшей степени упрощены в целях более высокого быстродействия. Найти их можно на различных сайтах, посвященных мобильным устройствам или соответствующим платформам.